# Chrysallida feldi
Chrysallida feldi is een slakkensoort uit de familie van de Pyramidellidae. De wetenschappelijke naam van de soort is voor het eerst geldig gepubliceerd in 2000 door van Aartsen, Gittenberger & Goud.